# Unió Nacional de Beth-Nahrin
Unió Nacional de Beth-Nahrin (o Beth-Nahrain) és un partit polític assiri de l'Iraq que apareix esmentat per primer cop el 2002 com a aliat del Partit de la Llibertat de Beth-Nahrain. El gener del 2005 va participar en les eleccions regionals kurdes donant suport a la llista unitària kurda (Aliança Democràtica i Patriòtica del Kurdistan) dins la que foren elegits els 5 diputats cristians establerts; també va donar suport a la mateix aliança en les constituents de l'Iraq a la mateixa data. En les eleccions a governacions, tanmateix el mateix dia per governacions va participar dins la llista Nacional Nahrain obtenint 2.135 vots però cap escó (1 sol escó dels centenars en joc fou per un cristià del Zowaa). A les eleccions parlamentàries iraquianes del 15 de desembre del 2005 es van presentar tres llistes assíries: la del Moviment Democràtic Assiri o Zowaa coneguda com a llista Rafidain; el partit de la Conferència General Assíria; i la Llista Nacional Nahrain. Dins d'aquesta estava la Unió Nacional de Beth-Nahrain; la coalició va obtenir 8.710 vots i cap escó. Posteriorment no torna a aparèixer a les notícies i no hi dades sobre la seva possible activitat. El 29 de desembre 2005 va aparèixer el Consell Nacional de Beth-Nahrin, nou nom de l'antic Partit de la Llibertat de Beth-Nahrin.